# Comuna Noarootsi
Noarootsi este o comună (vald) din Județul Lääne, Estonia. Comuna cuprinde un număr de 23 sate. Reședința comunei este satul Pürksi.
În perimetrul administrativ al comunei se înregistrează cel mai mare număr de vorbitori de limbă suedeză din întreaga Estonie.

## Localități componente
Între paranteze sunt date numele localităților în limba suedeză.
Aulepa (Dirslätt), Dirhami (Derhamn), Einbi (Enby), Elbiku (Ölbäck), Hara (Harga), Hosby, Höbringi (Höbring), Kudani (Gutanäs), Osmussaare (Odensholm), Paslepa (Pasklep), Pürksi (Birkas), Riguldi (Rickul), Rooslepa (Roslep), Saare (Lyckholm), Spithami (Spithamn), Sutlepa (Sutlep), Suur-Nõmmküla (Klottorp), Tahu (Skåtanäs), Telise (Tällnäs), Tuksi (Bergsby),  Vanaküla (Gambyn), Väike-Nõmmküla (Persåker), Österby.

## Galerie

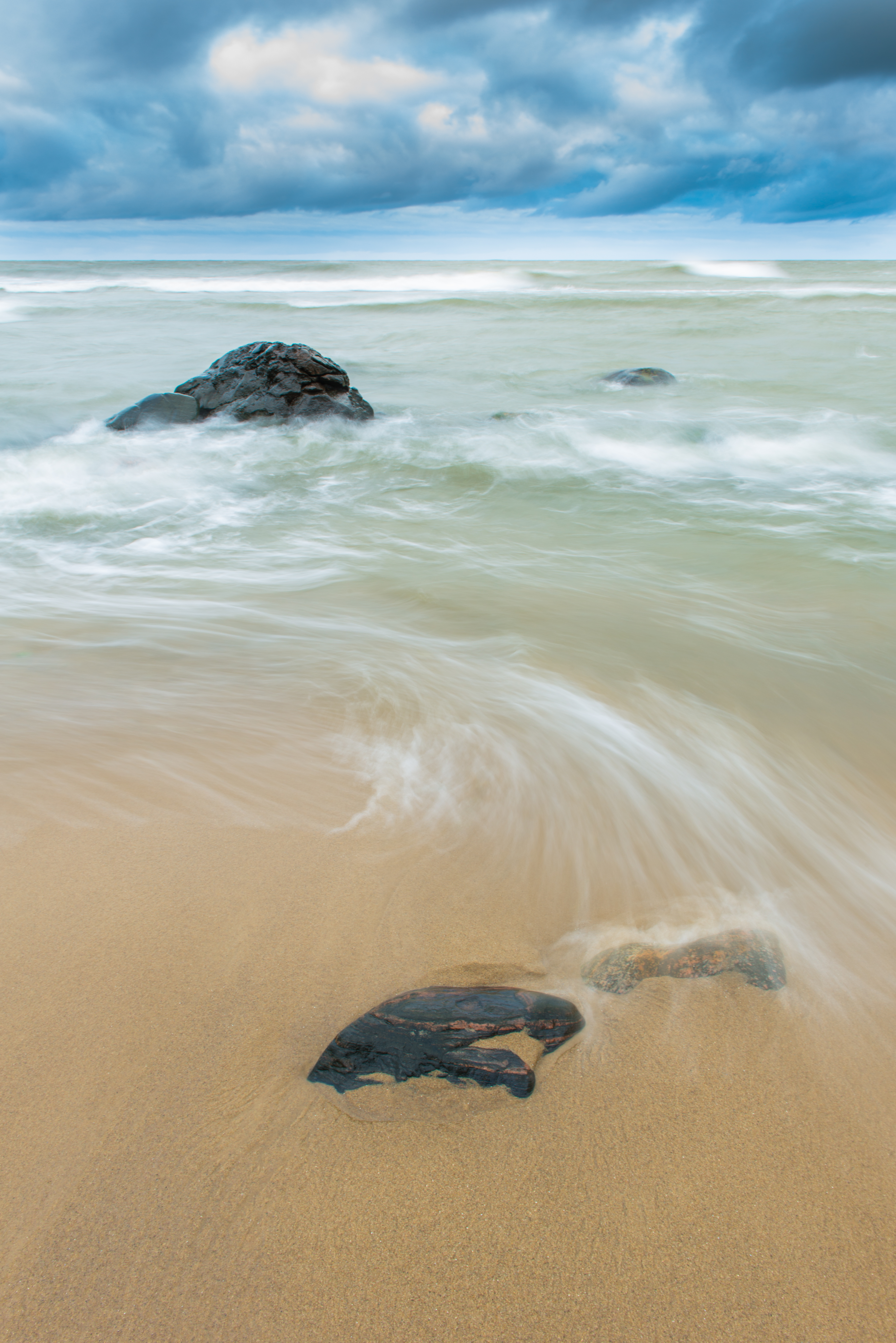
Põõsaspea
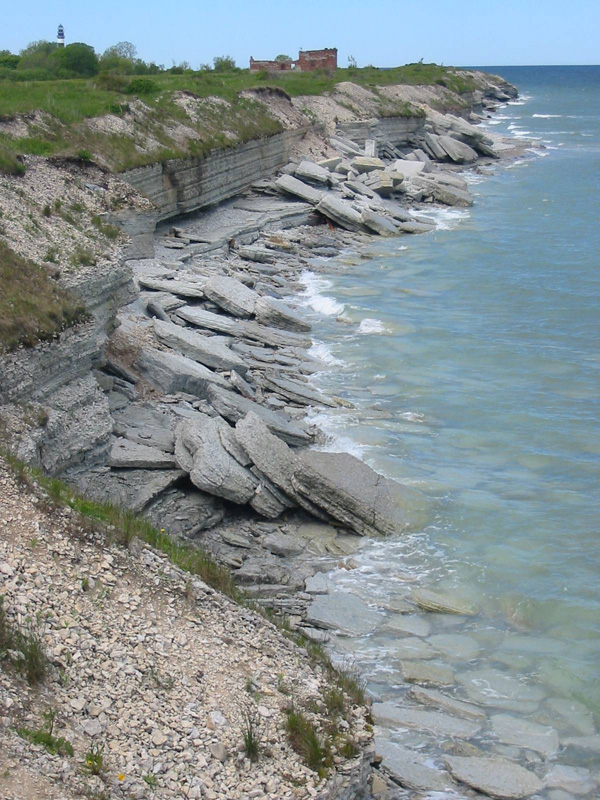
Osmussaar
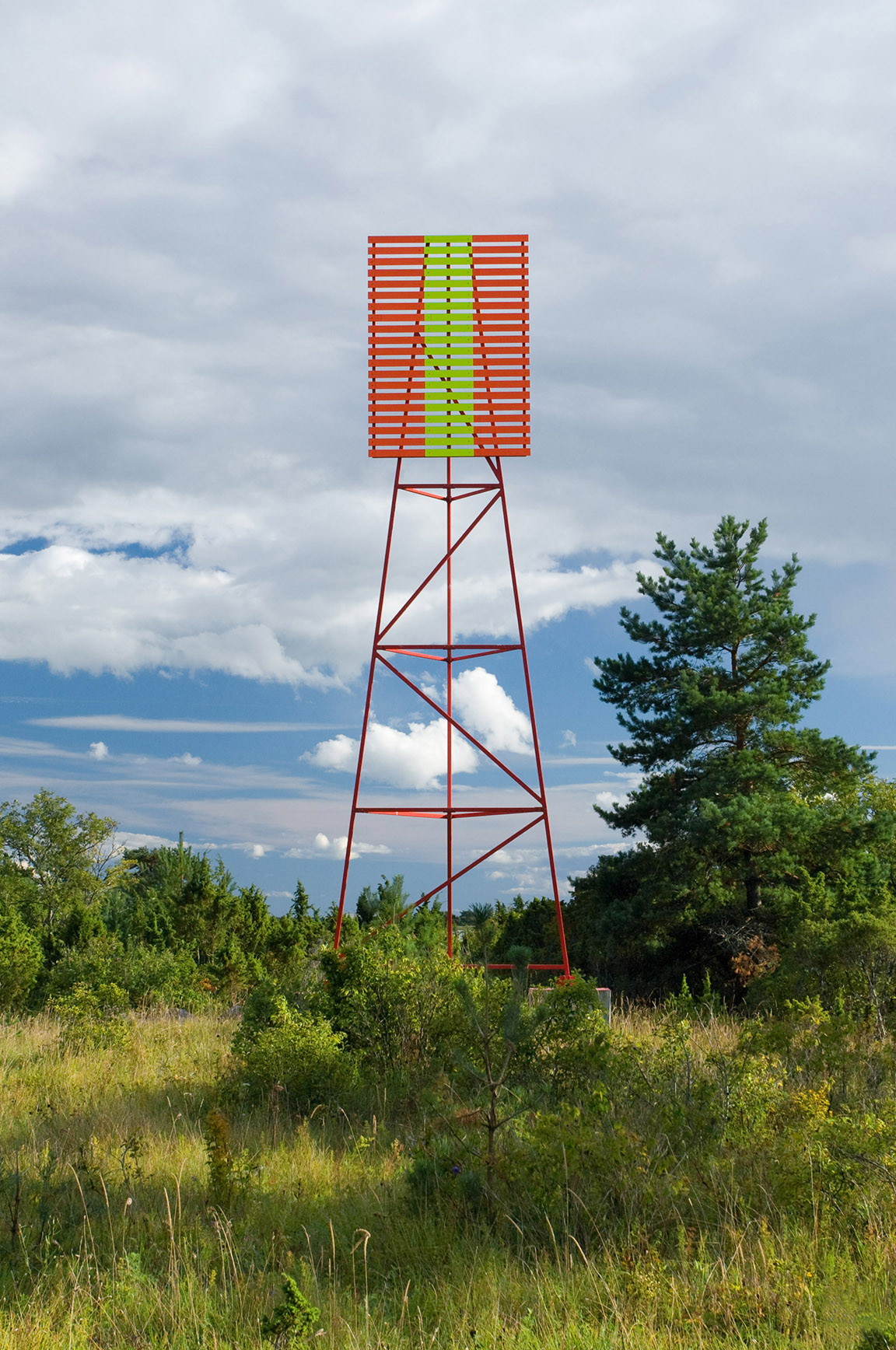
Ramsi
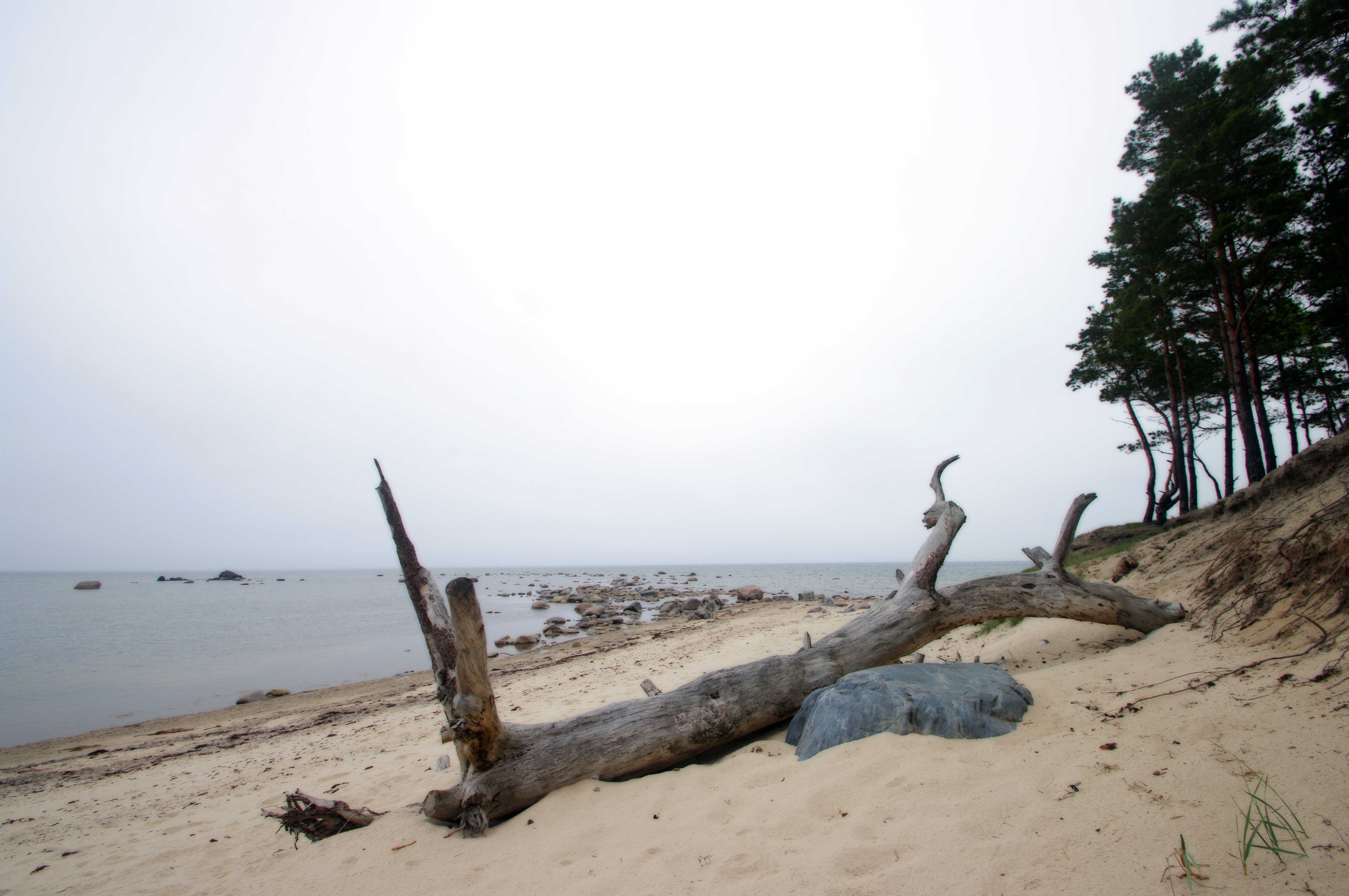
Dirhami
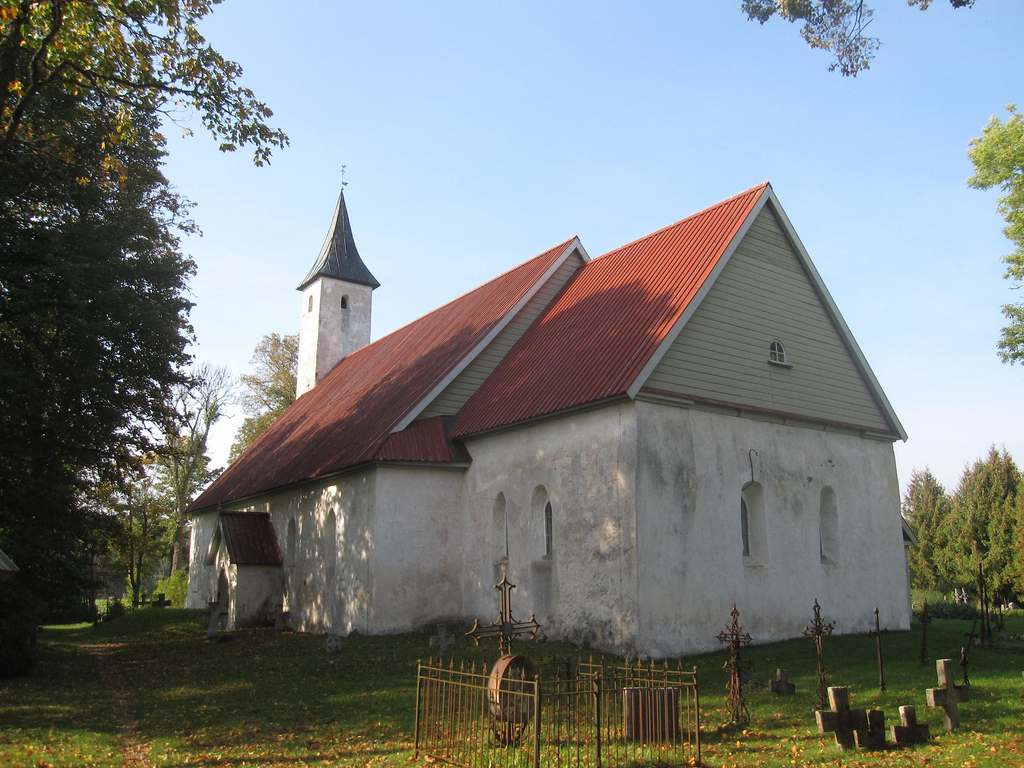
Noarootsi Church